# 日本ウォーターテックス
株式会社日本ウォーターテックス（にほんウォーターテックス）は、埼玉県幸手市に本社を置く自治体水道事業業務委託会社である。水道の検針業務や料金徴収業務を北海道・東北・関東各地の自治体から受託するほか、一部の自治体とは協定を結び検針の機会を利用して地域の高齢者の暮らしを見守っていく活動も行っている。

## 沿革
1988年12月、埼玉宅配の社名で設立、1989年には幸手市から水道業務の委託を受け、以降、埼玉県下で受託自治体を増やした。1994年には当時の社長の兄である増田実が幸手市長となったことから、市長の同族企業への業務委託継続が市議会で問題視された。1996年には社名を日本ウォーターテックスに変更、他県でも受託を拡大した。2004年には関西支店を設けて西日本にも進出、2007年時点で検針件数では業界第4位の勢力となっていた。
2007年には東京都水道局の検針業務の委託先に選定され、東京進出を果たした。都は従来随意契約で行ってきた検針業務をこの年初めて競争入札とし、日本ウォータテックスは他社より6000万円以上安い価格で落札した。しかし2007年4月の業務開始時点で充分な検針員を確保できず、大量の検針漏れが発生したことから、4月中旬には日本ウォータテックス側から契約解除を申し出て、都の業務は4月のみで終了した。
同年7月には熱海市の水道温泉課より市が庁舎内に設けているお客様センターの業務委託を受けたが、2010年に委託社員が水道料金を着服する事件を起こし、同社は監視カメラの設置など対策を迫られた。
2022年5月9日に埼玉県幸手市が発表したところによると同社は、幸手市から委託をうけた水道料金・下水道使用料の徴収において、二重納付に対する事務処理で2022年度分で110件の未処理事案を発生させた。還付・充当処理がされていない水道料金は24万1164円、下水道使用料5万8113円の計29万9277円。二重納付に対しては本来、同所担当者が、還付もしくは次回の水道料金との相殺処理を行うが、22年度に担当者を変更した際、事務処理の引き継ぎが十分でなかったことで未処理事案が発生したもの。なお幸手市HPでの掲載、新聞報道はあるが、同社のHPには2023年5月10日現在で何らの掲載はない。　
- 1988年（昭和63年）12月6日 - 設立。